# 2010 nos jogos eletrônicos

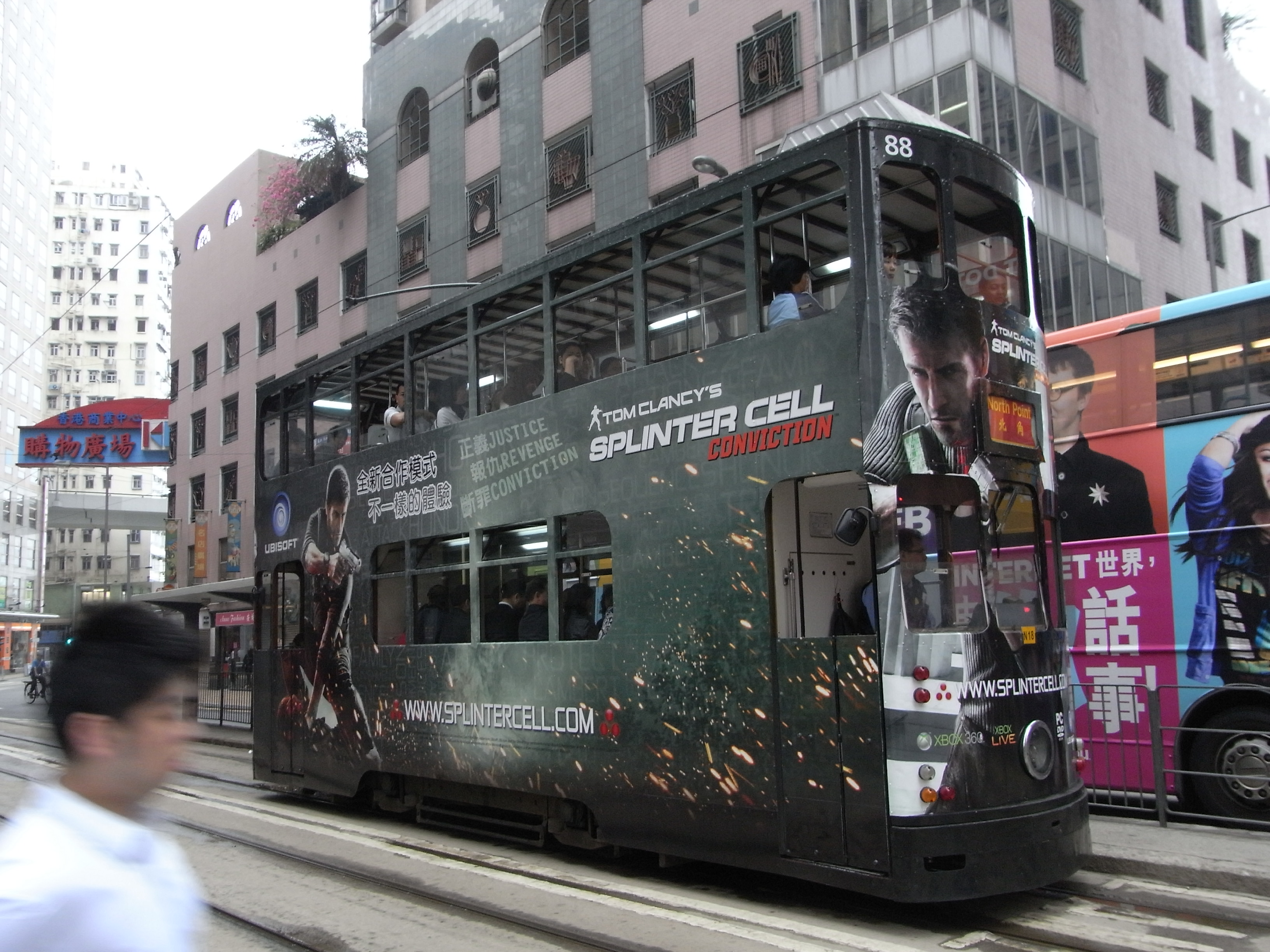
HK Sai Ying Pun Des Voeux

O ano de 2010 teve muitas sequências e prequelas nos jogos eletrônicos, incluindo vários novos títulos.

## Lançamento de jogos

### América do Norte
| Mês                               | Dia                       | Título                                                     | Platforma                          |                |
| --------------------------------- | ------------------------- | ---------------------------------------------------------- | ---------------------------------- | -------------- |
| <font-size=300%> J A N E I R O    | 5                         | Divinity 2: Ego Draconis                                   | Win, X360                          |                |
| <font-size=300%> J A N E I R O    | 5                         | Bayonetta                                                  | PS3, X360                          |                |
| <font-size=300%> J A N E I R O    | 5                         | Darksiders                                                 | PS3, X360                          |                |
| <font-size=300%> J A N E I R O    | 6                         | Matt Hazard: Blood Bath and Beyond                         | XBLA                               |                |
| <font-size=300%> J A N E I R O    | 7                         | Matt Hazard: Blood Bath and Beyond                         | PSN                                |                |
| <font-size=300%> J A N E I R O    | 12                        | Vancouver 2010                                             | Win, X360, PS3                     |                |
| <font-size=300%> J A N E I R O    | 12                        | Army of Two: The 40th Day                                  | PS3, X360, PSP                     |                |
| <font-size=300%> J A N E I R O    | 12                        | The Sky Crawlers: Innocent Aces                            | Wii                                |                |
| <font-size=300%> J A N E I R O    | 12                        | Sands of Destruction                                       | NDS                                |                |
| <font-size=300%> J A N E I R O    | 15                        | Secret Files 2: Puritas Cordis                             | Win                                |                |
| <font-size=300%> J A N E I R O    | 18                        | Glory of Heracles                                          | NDS                                |                |
| <font-size=300%> J A N E I R O    | 18                        | Chronos Twins                                              | NDS                                |                |
| <font-size=300%> J A N E I R O    | 19                        | Dark Void                                                  | Win, X360, PS3                     |                |
| <font-size=300%> J A N E I R O    | 26                        | Mass Effect 2                                              | Win, X360                          |                |
| <font-size=300%> J A N E I R O    | 26                        | Tatsunoko vs. Capcom: Ultimate All-Stars                   | Wii                                |                |
| <font-size=300%> J A N E I R O    | 26                        | MAG                                                        | PS3                                |                |
| <font-size=300%> J A N E I R O    | 26                        | No More Heroes 2: Desperate Struggle                       | Wii                                |                |
| <font-size=300%> J A N E I R O    | 26                        | Shadow of Destiny                                          | PSP                                |                |
| <font-size=300%>F E V E R E I R O | 1                         | Global Agenda                                              | Win                                |                |
| <font-size=300%>F E V E R E I R O | 2                         | White Knight Chronicles                                    | PS3                                |                |
| <font-size=300%>F E V E R E I R O | 2                         | Star Trek Online                                           | Win                                |                |
| <font-size=300%>F E V E R E I R O | 2                         | S.T.A.L.K.E.R.: Call of Pripyat                            | Win                                |                |
| <font-size=300%>F E V E R E I R O | 2                         | The Sims 3: High-End Loft Stuff                            | Win, Mac                           |                |
| <font-size=300%>F E V E R E I R O | 4                         | Silent Line: Armored Core                                  | PSP                                |                |
| <font-size=300%>F E V E R E I R O | 8                         | Star Ocean: The Last Hope International                    | PS3                                |                |
| <font-size=300%>F E V E R E I R O | 9                         | BioShock 2                                                 | Win, X360, PS3                     |                |
| <font-size=300%>F E V E R E I R O | 9                         | Dante's Inferno                                            | PS3, X360                          |                |
| <font-size=300%>F E V E R E I R O | 9                         | Shiren the Wanderer                                        | Wii                                |                |
| <font-size=300%>F E V E R E I R O | 9                         | Super Monkey Ball: Step & Roll                             | Wii                                |                |
| <font-size=300%>F E V E R E I R O | 9                         | Scene It? Twilight                                         | NDS                                |                |
| <font-size=300%>F E V E R E I R O | 9                         | World of Outlaws: Sprint Cars                              | X360, PS3, Win                     |                |
| <font-size=300%>F E V E R E I R O | 10                        | Stargate Resistance                                        | Win                                |                |
| <font-size=300%>F E V E R E I R O | 11                        | Percy Jackson and the Olympians: The Lightning Thief       | NDS                                |                |
| <font-size=300%>F E V E R E I R O | 12                        | World Cup of Pool                                          | NDS                                |                |
| <font-size=300%>F E V E R E I R O | 16                        | Tropico 3                                                  | X360                               |                |
| <font-size=300%>F E V E R E I R O | 16                        | SOCOM: U.S. Navy SEALs Fireteam Bravo 3                    | PSP                                |                |
| <font-size=300%>F E V E R E I R O | 16                        | Aliens vs. Predator                                        | Win, X360, PS3                     |                |
| <font-size=300%>F E V E R E I R O | 16                        | Ace Attorney Investigations: Miles Edgeworth               | NDS                                |                |
| <font-size=300%>F E V E R E I R O | 16                        | Crime Scene                                                | NDS                                |                |
| <font-size=300%>F E V E R E I R O | 16                        | Dynasty Warriors: Strikeforce                              | X360, PS3, PSP                     |                |
| <font-size=300%>F E V E R E I R O | 16                        | Ragnarok DS                                                | NDS                                |                |
| <font-size=300%>F E V E R E I R O | 17                        | Deadly Premonition                                         | X360                               |                |
| <font-size=300%>F E V E R E I R O | 19                        | Data East Arcade Classics                                  | Wii                                |                |
| <font-size=300%>F E V E R E I R O | 22                        | Endless Ocean 2: Adventures of the Deep                    | Wii                                |                |
| <font-size=300%>F E V E R E I R O | 22                        | Risen                                                      | X360                               |                |
| <font-size=300%>F E V E R E I R O | 23                        | Arsenal of Democracy                                       | Win                                |                |
| <font-size=300%>F E V E R E I R O | 23                        | Heavy Rain                                                 | PS3                                |                |
| <font-size=300%>F E V E R E I R O | 23                        | Last Rebellion                                             | PS3                                |                |
| <font-size=300%>F E V E R E I R O | 23                        | Sonic & Sega All-Stars Racing                              | PS3, X360, NDS, Wii, Win           |                |
| <font-size=300%>F E V E R E I R O | 23                        | Napoleon: Total War                                        | Win                                |                |
| <font-size=300%>F E V E R E I R O | 23                        | M.U.D. TV                                                  | Win                                |                |
| <font-size=300%>F E V E R E I R O | 23                        | Metal Slug XX                                              | PSP                                |                |
| <font-size=300%>F E V E R E I R O | 24                        | Greed Corp                                                 | XBLA, PSN                          |                |
| <font-size=300%>F E V E R E I R O | 24                        | echoshift                                                  | PSP                                |                |
| <font-size=300%>M A R Ç O         | 1                         | Dante's Inferno                                            | PSP                                |                |
| <font-size=300%>M A R Ç O         | 1                         | Mega Man 10                                                | Wii                                |                |
| <font-size=300%>M A R Ç O         | 2                         | Silent Hunter V: Battle of the Atlantic                    | Win                                |                |
| <font-size=300%>M A R Ç O         | 2                         | Battlefield: Bad Company 2                                 | Win, X360, PS3                     |                |
| <font-size=300%>M A R Ç O         | 2                         | Supreme Commander 2                                        | Win                                |                |
| <font-size=300%>M A R Ç O         | 2                         | MLB 10: The Show                                           | PS2, PS3, PSP                      |                |
| <font-size=300%>M A R Ç O         | 2                         | MLB 2K10                                                   | Win, X360, PS2, PS3, Wii, PSP      |                |
| <font-size=300%>M A R Ç O         | 2                         | SpongeBob's Boating Bash                                   | NDS, Wii                           |                |
| <font-size=300%>M A R Ç O         | 2                         | Sonic Classic Collection                                   | NDS                                |                |
| <font-size=300%>M A R Ç O         | 2                         | Battle of Giants: Mutant Insects                           | NDS                                |                |
| <font-size=300%>M A R Ç O         | 2                         | Alice in Wonderland                                        | NDS, Wii                           |                |
| <font-size=300%>M A R Ç O         | 2                         | Lunar: Silver Star Harmony                                 | PSP                                |                |
| <font-size=300%>M A R Ç O         | 2                         | Lips: Party Classics                                       | X360                               |                |
| <font-size=300%>M A R Ç O         | 2                         | Deca Sports DS                                             | NDS                                |                |
| <font-size=300%>M A R Ç O         | 9                         | Assassin's Creed II                                        | Win                                |                |
| <font-size=300%>M A R Ç O         | 9                         | Final Fantasy XIII                                         | PS3, X360                          |                |
| <font-size=300%>M A R Ç O         | 9                         | Yakuza 3                                                   | PS3                                |                |
| <font-size=300%>M A R Ç O         | 9                         | Rise of Prussia                                            | Win                                |                |
| <font-size=300%>M A R Ç O         | 9                         | Resident Evil 5: Gold Edition                              | PS3                                |                |
| <font-size=300%>M A R Ç O         | 9                         | Calling                                                    | Wii                                |                |
| <font-size=300%>M A R Ç O         | 11                        | Mega Man 10                                                | PSN                                |                |
| <font-size=300%>M A R Ç O         | 11                        | Warhammer 40,000: Dawn of War II - Chaos Rising            | Win                                |                |
| <font-size=300%>M A R Ç O         | 14                        | Pokémon HeartGold and SoulSilver                           | NDS                                |                |
| <font-size=300%>M A R Ç O         | 16                        | God of War III                                             | PS3                                |                |
| <font-size=300%>M A R Ç O         | 16                        | Command & Conquer 4: Tiberian Twilight                     | Win                                |                |
| <font-size=300%>M A R Ç O         | 16                        | Metro 2033                                                 | Win, X360                          |                |
| <font-size=300%>M A R Ç O         | 16                        | Supreme Commander 2                                        | X360                               |                |
| <font-size=300%>M A R Ç O         | 16                        | Resonance of Fate                                          | X360, PS3                          |                |
| <font-size=300%>M A R Ç O         | 16                        | Dragon Age: Origins - Awakening                            | Win, X360, PS3                     |                |
| <font-size=300%>M A R Ç O         | 16                        | Infinite Space                                             | NDS                                |                |
| <font-size=300%>M A R Ç O         | 16                        | Sam & Max: Beyond Time and Space                           | Wii                                |                |
| <font-size=300%>M A R Ç O         | 16                        | Fragile Dreams: Farewell Ruins of the Moon                 | Wii                                |                |
| <font-size=300%>M A R Ç O         | 17                        | Perfect Dark                                               | XBLA                               |                |
| <font-size=300%>M A R Ç O         | 21                        | Zhu Zhu Pets                                               | NDS                                |                |
| <font-size=300%>M A R Ç O         | 23                        | The Settlers 7: Paths to a Kingdom                         | Win                                |                |
| <font-size=300%>M A R Ç O         | 23                        | Red Steel 2                                                | Wii                                |                |
| <font-size=300%>M A R Ç O         | 23                        | Just Cause 2                                               | Win, X360, PS3                     |                |
| <font-size=300%>M A R Ç O         | 23                        | Shin Megami Tensei: Strange Journey                        | NDS                                |                |
| <font-size=300%>M A R Ç O         | 23                        | How to Train Your Dragon                                   | X360, NDS, PS3, Wii                |                |
| <font-size=300%>M A R Ç O         | 23                        | Rooms: The Main Building                                   | Wii                                |                |
| <font-size=300%>M A R Ç O         | 23                        | Disney Stitch Jam                                          | NDS                                |                |
| <font-size=300%>M A R Ç O         | 23                        | MotoGP 09/10                                               | X360, PS3                          |                |
| <font-size=300%>M A R Ç O         | 25                        | Section 8                                                  | PS3                                |                |
| <font-size=300%>M A R Ç O         | 28                        | WarioWare D.I.Y.                                           | NDS                                |                |
| <font-size=300%>M A R Ç O         | 30                        | Prison Break: The Conspiracy                               | Win, X360, PS3                     |                |
| <font-size=300%>M A R Ç O         | 30                        | Dead or Alive Paradise                                     | PSP                                |                |
| <font-size=300%>M A R Ç O         | 30                        | Mimana Iyar Chronicle                                      | PSP                                |                |
| <font-size=300%>M A R Ç O         | 30                        | Sakura Wars: So Long, My Love                              | PlayStation 2, Wii                 |                |
| <font-size=300%>M A R Ç O         | 31                        | Mega Man 10                                                | XBLA                               |                |
| <font-size=300%>A B R I L         | 2                         | Again                                                      | NDS                                |                |
| <font-size=300%>A B R I L         | 8                         | Lead and Gold: Gangs of the Wild West                      | Win, X360, PS3                     |                |
| <font-size=300%>A B R I L         | 13                        | Tom Clancy's Splinter Cell: Conviction                     | Win, X360                          |                |
| <font-size=300%>A B R I L         | 13                        | Grand Theft Auto: Episodes from Liberty City               | PS3, Win                           |                |
| <font-size=300%>A B R I L         | 15                        | Sam & Max: The Devil's Playhouse Episode 1: The Penal Zone | Win, Mac, PS3                      |                |
| <font-size=300%>A B R I L         | 20                        | Monster Hunter Tri                                         | Wii                                |                |
| <font-size=300%>A B R I L         | 20                        | Record of Agarest War                                      | X360                               |                |
| <font-size=300%>A B R I L         | 23                        | Sherlock Holmes vs. Jack the Ripper                        | X360                               |                |
| <font-size=300%>A B R I L         | 26                        | Harvest Moon: Hero of Leaf Valley                          | PSP                                |                |
| <font-size=300%>A B R I L         | 27                        | Tom Clancy's Splinter Cell: Conviction                     | Win                                |                |
| <font-size=300%>A B R I L         | 27                        | Dead to Rights: Retribution                                | X360, PS3                          |                |
| <font-size=300%>A B R I L         | 27                        | 2010 FIFA World Cup South Africa                           | PS3, X360, Wii, PSP, iOS           |                |
| <font-size=300%>A B R I L         | 27                        | Nier                                                       | X360, PS3                          |                |
| <font-size=300%>A B R I L         | 27                        | Super Street Fighter IV                                    | PS3, X360                          |                |
| <font-size=300%>A B R I L         | 28                        | Tecmo Bowl Throwback                                       | XBLA                               |                |
| <font-size=300%>M A I O           | 4                         | What Did I Do To Deserve This My Lord? 2                   | PSP                                |                |
| <font-size=300%>M A I O           | 4                         | Iron Man 2                                                 | PS3, PSP, X360, Wii, NDS           |                |
| <font-size=300%>M A I O           | 4                         | Dementium II                                               | NDS                                |                |
| <font-size=300%>M A I O           | 11                        | 3D Dot Game Heroes                                         | PS3                                |                |
| <font-size=300%>M A I O           | 11                        | Skate 3                                                    | PS3, X360                          |                |
| <font-size=300%>M A I O           | 11                        | Lost Planet 2                                              | X360, PS3                          |                |
| <font-size=300%>M A I O           | 12                        | Rocket Knight                                              | Win, XBLA                          |                |
| <font-size=300%>M A I O           | 12                        | Eschalon: Book II                                          | Win                                |                |
| <font-size=300%>M A I O           | 12                        | Things on Wheels                                           | XBLA                               |                |
| <font-size=300%>M A I O           | 18                        | Rocket Knight                                              | PSN                                |                |
| <font-size=300%>M A I O           | 18                        | Split/Second                                               | Win, X360, PS3                     |                |
| <font-size=300%>M A I O           | 18                        | Prince of Persia: The Forgotten Sands                      | NDS, Wii, PSP PS3, X360            |                |
| <font-size=300%>M A I O           | 18                        | Trauma Team                                                | Wii                                |                |
| <font-size=300%>M A I O           | 18                        | Alan Wake                                                  | X360                               |                |
| <font-size=300%>M A I O           | 18                        | Red Dead Redemption                                        | X360, PS3                          |                |
| <font-size=300%>M A I O           | 18                        | Blue Dragon: Awakened Shadow                               | NDS                                |                |
| <font-size=300%>M A I O           | 19                        | Aqua - Naval Warfare                                       | XBLA                               |                |
| <font-size=300%>M A I O           | 21                        | Gray Matter                                                | Win                                |                |
| <font-size=300%>M A I O           | 23                        | Super Mario Galaxy 2                                       | Wii                                |                |
| <font-size=300%>M A I O           | 24                        | Phoenix Wright: Ace Attorney                               | WiiWare                            |                |
| <font-size=300%>M A I O           | 25                        | Blur                                                       | Win, X360, PS3                     |                |
| <font-size=300%>M A I O           | 25                        | ModNation Racers                                           | PS3, PSP                           |                |
| <font-size=300%>M A I O           | 25                        | UFC 2010                                                   | X360, PS3                          |                |
| <font-size=300%>M A I O           | 25                        | Tetris Party Deluxe                                        | Wii                                |                |
| <font-size=300%>M A I O           | <font-size=300%>J U N H O | 1                                                          | Backbreaker                        | X360, PS3      |
| <font-size=300%>M A I O           | <font-size=300%>J U N H O | 1                                                          | The Sims 3: Ambitions              | Win            |
| <font-size=300%>M A I O           | <font-size=300%>J U N H O | 1                                                          | Alpha Protocol                     | Win, X360, PS3 |
| Tecmo Bowl Throwback              | <font-size=300%>J U N H O | 1                                                          | PSN                                |                |
| Planet Minigolf                   | <font-size=300%>J U N H O | 1                                                          | PSN                                |                |
| 2                                 | <font-size=300%>J U N H O | Hexyz Force                                                | PSP                                |                |
| 4                                 | <font-size=300%>J U N H O | FIFA Online                                                | Win                                |                |
| 8                                 | <font-size=300%>J U N H O | Green Day: Rock Band                                       | X360, PS3, Wii                     |                |
| 8                                 | <font-size=300%>J U N H O | Metal Gear Solid: Peace Walker                             | PSP                                |                |
| 8                                 | <font-size=300%>J U N H O | Mega Man Zero Collection                                   | NDS                                |                |
| 8                                 | <font-size=300%>J U N H O | Disgaea Infinite                                           | PSP                                |                |
| 12                                | <font-size=300%>J U N H O | Prince of Persia: The Forgotten Sands                      | Win                                |                |
| 15                                | <font-size=300%>J U N H O | Toy Story 3: The Video Game                                | PS3, 360, Wii, PSP, DS, Win        |                |
| 22                                | <font-size=300%>J U N H O | Transformers: War for Cybertron                            | Win, X360, PS3, Wii, NDS           |                |
| 24                                | <font-size=300%>J U N H O | Dream Chronicles: The Book of Air                          | Win                                |                |
| 27                                | <font-size=300%>J U N H O | Sin and Punishment: Star Successor                         | Wii                                |                |
| 29                                | <font-size=300%>J U N H O | APB All Points Bulletin                                    | Win                                |                |
| 29                                | <font-size=300%>J U N H O | Deathsmiles                                                | X360                               |                |
| 29                                | <font-size=300%>J U N H O | Lego Harry Potter: Years 1-4                               | Win, PS3, Wii, PSP, X360, NDS      |                |
| 29                                | <font-size=300%>J U N H O | Naughty Bear                                               | X360, PS3                          |                |
| 29                                | <font-size=300%>J U N H O | Ninety-Nine Nights II                                      | X360                               |                |
| 29                                | <font-size=300%>J U N H O | Singularity                                                | Win, X360, PS3                     |                |
| 29                                | <font-size=300%>J U N H O | Sniper: Ghost Warrior                                      | Win, X360                          |                |
| 29                                | <font-size=300%>J U N H O | Trinity Universe                                           | PS3                                |                |
| <font-size=300%>J U L H O         | 6                         | Shin Megami Tensei: Persona 3                              | PSP                                |                |
| <font-size=300%>J U L H O         | 6                         | Tournament of Legends                                      | Wii                                |                |
| <font-size=300%>J U L H O         | 6                         | Crackdown 2                                                | X360                               |                |
| <font-size=300%>J U L H O         | 11                        | Dragon Quest IX: Sentinels of the Starry Skies             | NDS                                |                |
| <font-size=300%>J U L H O         | 13                        | DeathSpank                                                 | PSN                                |                |
| <font-size=300%>J U L H O         | 13                        | NCAA Football 11                                           | PS2, PS3, X360                     |                |
| <font-size=300%>J U L H O         | 14                        | DeathSpank                                                 | XBLA                               |                |
| <font-size=300%>J U L H O         | 14                        | The King of Fighters XIII                                  | PS3, X360                          |                |
| <font-size=300%>J U L H O         | 19                        | Furry Legends                                              | WiiWare                            |                |
| <font-size=300%>J U L H O         | 21                        | Limbo                                                      | XBLA                               |                |
| <font-size=300%>J U L H O         | 27                        | Need for Speed: World                                      | Win                                |                |
| <font-size=300%>J U L H O         | 27                        | Arc Rise Fantasia                                          | Wii                                |                |
| <font-size=300%>J U L H O         | 27                        | StarCraft II: Wings of Liberty                             | Win, Mac                           |                |
| <font-size=300%>J U L H O         | 27                        | BlazBlue: Continuum Shift                                  | PS3, X360                          |                |
| <font-size=300%>A G O S T O       | 5                         | Tales of Phantasia: Narikiri Dungeon X                     | PSP                                |                |
| <font-size=300%>A G O S T O       | 10                        | Madden NFL 11                                              | PS2, PS3, PSP, Wii, X360           |                |
| <font-size=300%>A G O S T O       | 10                        | Scott Pilgrim vs. the World: The Game                      | PSN                                |                |
| <font-size=300%>A G O S T O       | 13                        | Victoria 2                                                 | Win                                |                |
| <font-size=300%>A G O S T O       | 17                        | Kane & Lynch 2: Dog Days                                   | Win, X360, PS3                     |                |
| <font-size=300%>A G O S T O       | 18                        | Lara Croft and the Guardian of Light                       | XBLA                               |                |
| <font-size=300%>A G O S T O       | 24                        | Elemental: War of Magic                                    | Win                                |                |
| <font-size=300%>A G O S T O       | 24                        | Ivy the Kiwi?                                              | Wii, NDS                           |                |
| <font-size=300%>A G O S T O       | 24                        | Mafia II                                                   | Win, X360, PS3                     |                |
| <font-size=300%>A G O S T O       | 25                        | Scott Pilgrim vs. the World: The Game                      | XBLA                               |                |
| <font-size=300%>A G O S T O       | 26                        | Worms: Reloaded                                            | Win, Mac                           |                |
| <font-size=300%>A G O S T O       | 31                        | Metroid: Other M                                           | Wii                                |                |
| <font-size=300%>A G O S T O       | 31                        | Valkyria Chronicles II                                     | PSP                                |                |
| <font-size=300%>A G O S T O       | 31                        | Ace Combat: Joint Assault                                  | PSP                                |                |
| <font-size=300%>S E T E M B R O   | 7                         | Tom Clancy's H.A.W.X 2                                     | PS3, X360                          |                |
| <font-size=300%>S E T E M B R O   | 7                         | Batman: The Brave and the Bold                             | Wii, NDS                           |                |
| <font-size=300%>S E T E M B R O   | 7                         | Spider-Man: Shattered Dimensions                           | NDS, PS3, Wii, X360                |                |
| <font-size=300%>S E T E M B R O   | 7                         | Kingdom Hearts Birth by Sleep                              | PSP                                |                |
| <font-size=300%>S E T E M B R O   | 7                         | NHL 11                                                     | PS3, X360                          |                |
| <font-size=300%>S E T E M B R O   | 7                         | NHL Slapshot                                               | Wii                                |                |
| <font-size=300%>S E T E M B R O   | 8                         | Amnesia: The Dark Descent                                  | Win, Mac, Lin                      |                |
| <font-size=300%>S E T E M B R O   | 8                         | Plants vs. Zombies                                         | XBLA                               |                |
| <font-size=300%>S E T E M B R O   | 10                        | Ninety-Nine Nights II                                      | X360                               |                |
| <font-size=300%>S E T E M B R O   | 12                        | Professor Layton and the Unwound Future                    | NDS                                |                |
| <font-size=300%>S E T E M B R O   | 14                        | UFC 2010                                                   | PSP                                |                |
| <font-size=300%>S E T E M B R O   | 14                        | Halo: Reach                                                | X360                               |                |
| <font-size=300%>S E T E M B R O   | 14                        | The Lord of the Rings: Aragorn's Quest                     | PS3, PS2, PSP, Wii, NDS            |                |
| <font-size=300%>S E T E M B R O   | 14                        | Scooby-Doo! and the Spooky Swamp                           | PS2, Wii, NDS                      |                |
| <font-size=300%>S E T E M B R O   | 17                        | R.U.S.E.                                                   | X360, PS3, Win                     |                |
| <font-size=300%>S E T E M B R O   | 17                        | EyePet                                                     | PS3                                |                |
| <font-size=300%>S E T E M B R O   | 21                        | Civilization V                                             | Win                                |                |
| <font-size=300%>S E T E M B R O   | 21                        | Darksiders                                                 | Win                                |                |
| <font-size=300%>S E T E M B R O   | 21                        | Etrian Odyssey III: The Drowned City                       | DS                                 |                |
| <font-size=300%>S E T E M B R O   | 21                        | Cladun: This is an RPG                                     | PSP                                |                |
| <font-size=300%>S E T E M B R O   | 22                        | F1 2010                                                    | Win, X360, PS3                     |                |
| <font-size=300%>S E T E M B R O   | 23                        | Darksiders                                                 | Win                                |                |
| <font-size=300%>S E T E M B R O   | 24                        | NHL 2K11                                                   | Wii                                |                |
| <font-size=300%>S E T E M B R O   | 24                        | Lost Horizon                                               | Win                                |                |
| <font-size=300%>S E T E M B R O   | 27                        | Samurai Warriors 3                                         | Wii                                |                |
| <font-size=300%>S E T E M B R O   | 28                        | Lara Croft and the Guardian of Light                       | PSN, Win                           |                |
| <font-size=300%>S E T E M B R O   | 28                        | Dead Rising 2                                              | Win, PS3, X360                     |                |
| <font-size=300%>S E T E M B R O   | 28                        | FIFA 11                                                    | Win, X360, Wii, NDS, PS2, PS3, PSP |                |
| <font-size=300%>S E T E M B R O   | 28                        | Front Mission Evolved                                      | Win, X360, PS3                     |                |
| <font-size=300%>S E T E M B R O   | 28                        | Guitar Hero: Warriors of Rock                              | PS3, Wii, X360                     |                |
| <font-size=300%>S E T E M B R O   | 28                        | Quantum Theory                                             | PS3, X360                          |                |
| <font-size=300%>S E T E M B R O   | 29                        | Hydrophobia                                                | XBLA                               |                |
| <font-size=300%>S E T E M B R O   | 30                        | Bit.Trip Beat                                              | iOS                                |                |
| <font-size=300%>S E T E M B R O   | 30                        | Final Fantasy XIV                                          | Win                                |                |
| <font-size=300%>S E T E M B R O   | 30                        | World of Tanks                                             | Win                                |                |
| <font-size=300%>O U T U B R O     | 1                         | EyePet                                                     | PSP                                |                |
| <font-size=300%>O U T U B R O     | 3                         | Wii Party                                                  | Wii                                |                |
| <font-size=300%>O U T U B R O     | 4                         | Pokémon Ranger: Guardian Signs                             | DS                                 |                |
| <font-size=300%>O U T U B R O     | 4                         | Final Fantasy: The 4 Heroes of Light                       | NDS                                |                |
| <font-size=300%>O U T U B R O     | 5                         | Pro Evolution Soccer 2011                                  | Win, X360, Wii, NDS, PS2, PS3, PSP |                |
| <font-size=300%>O U T U B R O     | 5                         | Ben 10 Ultimate Alien: Cosmic Destruction                  | X360, Wii, NDS, PS2, PS3, PSP      |                |
| <font-size=300%>O U T U B R O     | 5                         | Castlevania: Lords of Shadow                               | X360, PS3                          |                |
| <font-size=300%>O U T U B R O     | 5                         | Enslaved: Odyssey to the West                              | X360, PS3                          |                |
| <font-size=300%>O U T U B R O     | 5                         | NBA 2K11                                                   | Win, PS3, X360 PSP, PS2, Wii, iOS  |                |
| <font-size=300%>O U T U B R O     | 5                         | NBA Jam                                                    | Wii                                |                |
| <font-size=300%>O U T U B R O     | 6                         | ProtoGalaxy                                                | Win                                |                |
| <font-size=300%>O U T U B R O     | 7                         | Sonic the Hedgehog 4: Episode 1                            | iOS                                |                |
| <font-size=300%>O U T U B R O     | 7                         | Kingdom Hearts Re:coded                                    | DS                                 |                |
| <font-size=300%>O U T U B R O     | 11                        | Sonic the Hedgehog 4: Episode 1                            | WiiWare                            |                |
| <font-size=300%>O U T U B R O     | 12                        | Lost Planet 2                                              | Win                                |                |
| <font-size=300%>O U T U B R O     | 12                        | Sengoku Basara: Samurai Heroes                             | PS3, Wii                           |                |
| <font-size=300%>O U T U B R O     | 12                        | Invizimals                                                 | PSP                                |                |
| <font-size=300%>O U T U B R O     | 12                        | Arcania: Gothic 4                                          | Win, X360                          |                |
| <font-size=300%>O U T U B R O     | 12                        | Medal of Honor                                             | Win, PS3, X360                     |                |
| <font-size=300%>O U T U B R O     | 12                        | Super Scribblenauts                                        | NDS                                |                |
| <font-size=300%>O U T U B R O     | 12                        | Sonic the Hedgehog 4: Episode 1                            | PSN                                |                |
| <font-size=300%>O U T U B R O     | 13                        | Sonic the Hedgehog 4: Episode 1                            | XBLA                               |                |
| <font-size=300%>O U T U B R O     | 14                        | DJ Max Portable 3                                          | PSP                                |                |
| <font-size=300%>O U T U B R O     | 17                        | Kirby's Epic Yarn                                          | Wii                                |                |
| <font-size=300%>O U T U B R O     | 19                        | DJ Hero 2                                                  | X360, PS3, Wii                     |                |
| <font-size=300%>O U T U B R O     | 19                        | Saw II: Flesh & Blood                                      | PS3, X360                          |                |
| <font-size=300%>O U T U B R O     | 19                        | Naruto Shippuden: Ultimate Ninja Storm 2                   | PS3, X360                          |                |
| <font-size=300%>O U T U B R O     | 19                        | DJ Max Portable 3                                          | PSN                                |                |
| <font-size=300%>O U T U B R O     | 19                        | EA Sports MMA                                              | PS3, X360                          |                |
| <font-size=300%>O U T U B R O     | 19                        | Fallout: New Vegas                                         | PS3, X360, Win                     |                |
| <font-size=300%>O U T U B R O     | 19                        | Rock of the Dead                                           | X360, PS3, Wii                     |                |
| <font-size=300%>O U T U B R O     | 19                        | Vanquish                                                   | PS3, X360                          |                |
| <font-size=300%>O U T U B R O     | 20                        | Super Meat Boy                                             | XBLA                               |                |
| <font-size=300%>O U T U B R O     | 26                        | Fable III                                                  | X360                               |                |
| <font-size=300%>O U T U B R O     | 26                        | Lego Universe                                              | Win                                |                |
| <font-size=300%>O U T U B R O     | 26                        | Rock Band 3                                                | PS3, X360, Wii, DS                 |                |
| <font-size=300%>O U T U B R O     | 26                        | The Sims 3: Late Night                                     | Win, Mac OS X                      |                |
| <font-size=300%>O U T U B R O     | 26                        | The Sims 3                                                 | PS3, X360, Wii, DS                 |                |
| <font-size=300%>O U T U B R O     | 26                        | Star Wars: The Force Unleashed II                          | PS3, X360, Win, Wii, DS            |                |
| <font-size=300%>O U T U B R O     | 26                        | WWE SmackDown vs Raw 2011                                  | PS3, X360, PSP, PS2, Wii           |                |
| <font-size=300%>O U T U B R O     | 27                        | Pinball FX 2                                               | XBLA                               |                |
| <font-size=300%>N O V E M B R O   | 1                         | PokéPark Wii: Pikachu's Adventure                          | Wii                                |                |
| <font-size=300%>N O V E M B R O   | 2                         | James Bond 007: Blood Stone                                | Win, X360, PS3, NDS                |                |
| <font-size=300%>N O V E M B R O   | 2                         | Fist of the North Star: Ken's Rage                         | PS3, X360                          |                |
| <font-size=300%>N O V E M B R O   | 2                         | God of War: Ghost of Sparta                                | PSP                                |                |
| <font-size=300%>N O V E M B R O   | 2                         | GoldenEye 007                                              | Wii, NDS                           |                |
| <font-size=300%>N O V E M B R O   | 2                         | Megamind (video game)                                      | Wii, X360, PS3, PSP, NDS           |                |
| <font-size=300%>N O V E M B R O   | 2                         | Toy Story 3: The Video Game                                | PS2                                |                |
| <font-size=300%>N O V E M B R O   | 3                         | Bit.Trip Beat                                              | Win, Mac                           |                |
| <font-size=300%>N O V E M B R O   | 4                         | Kinect                                                     | X360                               |                |
| <font-size=300%>N O V E M B R O   | 4                         | Kinect Sports                                              | X360                               |                |
| <font-size=300%>N O V E M B R O   | 4                         | Kinectimals                                                | X360                               |                |
| <font-size=300%>N O V E M B R O   | 4                         | Sonic Free Riders                                          | X360                               |                |
| <font-size=300%>N O V E M B R O   | 5                         | Def Jam Rapstar                                            | X360, PS3                          |                |
| <font-size=300%>N O V E M B R O   | 5                         | Football Manager 2011                                      | Win                                |                |
| <font-size=300%>N O V E M B R O   | 9                         | Call of Duty: Black Ops                                    | X360, PS3, Wii, Win                |                |
| <font-size=300%>N O V E M B R O   | 9                         | The Sly Collection                                         | PS3                                |                |
| <font-size=300%>N O V E M B R O   | 12                        | Tom Clancy's H.A.W.X 2                                     | Wii, Win                           |                |
| <font-size=300%>N O V E M B R O   | 14                        | Dood's Big Adventure                                       | Wii                                |                |
| <font-size=300%>N O V E M B R O   | 14                        | uDraw Pictionary                                           | Wii                                |                |
| <font-size=300%>N O V E M B R O   | 16                        | Assassin's Creed: Brotherhood                              | PS3, X360                          |                |
| <font-size=300%>N O V E M B R O   | 16                        | Harry Potter and the Deathly Hallows: Part I               | Win, NDS, PS3, X360, Java ME, Wii  |                |
| <font-size=300%>N O V E M B R O   | 16                        | Pac-Man Party                                              | Wii                                |                |
| <font-size=300%>N O V E M B R O   | 16                        | Need for Speed: Hot Pursuit                                | X360, PS3, Win                     |                |
| <font-size=300%>N O V E M B R O   | 16                        | Sonic Colors                                               | Wii, NDS                           |                |
| <font-size=300%>N O V E M B R O   | 17                        | Pac-Man Championship Edition DX                            | XBLA                               |                |
| <font-size=300%>N O V E M B R O   | 18                        | RAGE: Mutant Bash TV                                       | iOS                                |                |
| <font-size=300%>N O V E M B R O   | 21                        | Donkey Kong Country Returns                                | Wii                                |                |
| <font-size=300%>N O V E M B R O   | 21                        | Raving Rabbids: Travel in Time                             | Wii                                |                |
| <font-size=300%>N O V E M B R O   | 23                        | Majin and the Forsaken Kingdom                             | X360, PS3                          |                |
| <font-size=300%>N O V E M B R O   | 23                        | Michael Jackson: The Experience                            | Wii, NDS, PSP                      |                |
| <font-size=300%>N O V E M B R O   | 23                        | Pac-Man Championship Edition DX                            | PSN                                |                |
| <font-size=300%>N O V E M B R O   | 23                        | Splatterhouse                                              | X360, PS3                          |                |
| <font-size=300%>N O V E M B R O   | 24                        | Gran Turismo 5                                             | PS3                                |                |
| <font-size=300%>N O V E M B R O   | 29                        | Golden Sun: Dark Dawn                                      | NDS                                |                |
| <font-size=300%>N O V E M B R O   | 30                        | Epic Mickey                                                | Wii                                |                |
| <font-size=300%>D E Z E M B R O   | 7                         | Sackboy's Prehistoric Moves                                | PS3                                |                |
| <font-size=300%>D E Z E M B R O   | 7                         | Tron: Evolution                                            | Win, PS3, X360                     |                |
| <font-size=300%>D E Z E M B R O   | 7                         | Tron: Evolution - Battle Grids                             | Wii, NDS                           |                |
| <font-size=300%>D E Z E M B R O   | 7                         | World of Warcraft: Cataclysm                               | Win, Mac                           |                |
| <font-size=300%>D E Z E M B R O   | 8                         | Bomberman Live: Battlefest                                 | PSN, WiiWare, XBLA                 |                |
| <font-size=300%>D E Z E M B R O   | 9                         | Infinity Blade                                             | iOS                                |                |
| <font-size=300%>D E Z E M B R O   | 10                        | Chu's Dynasty                                              | X360                               |                |
| <font-size=300%>D E Z E M B R O   | 10                        | Greed Corp                                                 | Win                                |                |
| <font-size=300%>D E Z E M B R O   | 11                        | Battlefield Bad Company 2: Vietnam                         | X360, PS3, Win                     |                |
| <font-size=300%>D E Z E M B R O   | 12                        | Super Mario All-Stars                                      | Wii                                |                |
| <font-size=300%>D E Z E M B R O   | 14                        | X-Men                                                      | XBLA, PSN                          |                |
| <font-size=300%>D E Z E M B R O   | 20                        | Frobot                                                     | WiiWare                            |                |
| <font-size=300%>D E Z E M B R O   | 20                        | Oddboxx                                                    | Win                                |                |
| <font-size=300%>D E Z E M B R O   | 21                        | TrackMania Wii                                             | Wii                                |                |
| <font-size=300%>D E Z E M B R O   | 22                        | Back to the Future: The Game Episode 1: It's About Time    | Win, Mac                           |                |
| <font-size=300%>D E Z E M B R O   | 23                        | Echochrome II                                              | PS3                                |                |
| <font-size=300%>D E Z E M B R O   | 29                        | Raskulls                                                   | XBLA                               |                |